# Amselina eremita
Amselina eremita is een vlinder uit de familie van de dominomotten (Autostichidae). De wetenschappelijke naam van de soort is, als Eremica eremita, voor het eerst geldig gepubliceerd in 1963 door Gozmany.

## Andere combinaties
- Eremica eremita Gozmany, 1963
- Eremicamima eremita (Gozmany, 1963)